# Dunakeszi
Dunakeszi – miasto na Węgrzech, w komitacie Pest, w powiecie Dunakeszi.
Leży na wschodnim (lewym) brzegu Dunaju i jest oddalone o 20 km na północ od centrum Budapesztu. Od południa graniczy z najbardziej wysuniętą na północ dzielnicą stolicy – Újpestem.